# Halichoeres pardaleocephalus
Halichoeres pardaleocephalus (Bleeker, 1849) è un pesce di acqua salata appartenente alla famiglia Labridae.

## Distribuzione e habitat
Proviene dalle barriere coralline dell'ovest dell'oceano Pacifico e dell'oceano Indiano, in particolare da Indonesia, Sumatra, India e Bali. È una specie costiera, che predilige le acque poco profonde; di solito non si trova al di sotto dei 5 m di profondità, soprattutto in zone con fondali ricchi di detriti.

## Descrizione
Presenta un corpo leggermente compresso lateralmente, mediamente alto e non molto allungato; la testa mantiene comunque un profilo abbastanza appuntito. La lunghezza massima registrata è di 11,2 cm.
La colorazione è decisamente meno appariscente di quella di altre specie del genere Halichoeres: prevalentemente marrone e grigiastra, è composta in realtà da tante striature grigie, marroni, rosse pallide o verdastre dai bordi irregolari, che diventano più evidenti sulla testa. La pinna dorsale non è particolarmente bassa, e negli esemplari più giovani presenta un'ampia macchia nera. La pinna caudale non è biforcuta, le pinne pelviche sono corte.

## Biologia

### Comportamento
È solitamente solitaria.

### Riproduzione
È oviparo e la fecondazione è esterna; non ci sono cure nei confronti delle uova.

## Conservazione
Questa specie non è molto rara e non sembra essere minacciata da particolari pericoli; per questo viene classificata come "a rischio minimo" (LC) dalla lista rossa IUCN.